# Die Kinder von den blauen Bergen
Die Kinder von den blauen Bergen ist ein schwedischer Kinder-Abenteuerfilm, der 1980 von Jonas Sima inszeniert wurde.
Der Film ist eine moderne Version des Filmes Barnen från Frostmofjället (1945), der auf den Handlungen des gleichnamigen Buches von Laura Fitinghoff aus dem Jahr 1907 beruht.

## Handlung
Nachdem ihre Mutter gestorben ist, beschließen die sechs Kinder Ante, Lena, Anna-Lisa, Månke, Pär-Erik und Märta-Stina Olofsson, zusammenzuhalten und zusammenzubleiben. Sie machen sich per Ski und Pulkschlitten auf die Reise zu ihrem Vater nach Stockholm, um zu verhindern, dass sie in ein Heim gesteckt oder auf Pflegefamilien verteilt werden. Auf ihrem Weg werden sie von ihrer Ziege Gullspira begleitet.
Als sie sich mühsam durch einen Schneesturm gekämpft haben, stoßen sie auf eine kleine Schneehütte, wo Lasso-Lassi gerade einen Westernfilm schaut. Er erzählt ihnen, wie er als Lappe lebt und versucht, seine Rentierherde genau so zusammenzuhalten, wie es die Kinder tun. Sie übernachten bei ihm, bekommen etwas zu essen und brechen am nächsten Tag wieder auf, um die über 700 Kilometer lange Strecke nach Stockholm hinter sich zu bringen. Da taucht auf einmal ein Hubschrauber auf, der bereits nach den Kindern sucht. Sie verstecken sich schnell und Lasso-Lassi vertreibt den Eindringling mit seinem Lasso. Dabei bedeutet er dem Piloten mit wilden Gesten abzudrehen, bevor seine Tiere durchdrehen.
An einem Fluss treffen die sechs Geschwister auf einen alten Mann, der gerade auf einer Eisscholle sitzend vorüberschwimmt. Die Kinder setzen auf die Eisscholle über und schwimmen ein paar Kilometer mit ihm. Er erzählt den Kindern, wo er herkommt und dass er sich ebenfalls auf einer Reise befindet. Als die Kinder weiterziehen wollen und mit der Scholle ans Ufer kommen, treibt diese plötzlich mit dem Mann und der kleinen Märta-Stina in die Nähe einer Stromschnelle ab. Die Kinder kreischen und geraten fast in Panik, als sie die Gefahr erkennen. In diesem Augenblick taucht abermals der Hubschrauber auf. Er kann mittels eines Seilzugs den Mann und das kleine Mädchen aufnehmen und entschwindet mit ihnen am Horizont.
Die Kinder, die nun nur noch zu fünft sind, ziehen weiter. Über einem Hang taucht wiederholt der Hubschrauber auf und löst eine Lawine aus, die die Kinder sowie die Ziege unter sich begräbt. Doch die Kinder kommen mit dem Schrecken davon und wühlen sich aus dem Schnee frei. Sie kommen schließlich an eine Bahnstation. Dort fährt gerade ein Zug mit Güterwaggons vor und hält. Der Zugführer überprüft die Achsen, während die Kinder in einen Waggon klettern.
Hier treffen sie auf Vattudals Joel, einen kräftigen Mann in Cowboymontur. Er bietet den Kindern zu trinken an und erzählt von seinen Abenteuern und dass er von der grenzenlosen Freiheit auf den Schienen in Amerika träumt. Als die Kinder ihm von ihrem Vorhaben erzählen, bietet er seine Hilfe an. Er lässt den Zug anhalten und zeigt ihnen den Weg zu einem Gasthaus, in dem seine einstige Liebe Hulda Krok arbeitet. Mit einem Gruß für sie und einem Eisennagel, den er als ein Zeichen für Hulda den Kindern mitgibt, entlässt er sie in die Dunkelheit.
Am Gasthaus angekommen, schauen die Kinder nach dem Rechten. Hulda Krok stellt gerade einen Salatteller ans Fenster. Die Ziege steigt hoch und bedient sich an der Köstlichkeit. Als Hulda dies merkt, bekommt sie einen Schreck und weicht entsetzt zurück. Die Kinder geben sich zu erkennen, zeigen ihr das Mitbringsel und begehren Einlass für eine Nacht.
In der Küche des Hauses werden sie bewirtet. Uno Hus, der Hausherr, so erfahren die Kinder, ist Kellner, Rezeptionist und Koch zugleich. Bevor die Kinder zur Nachtruhe auf ihre Zimmer gehen, beschließen Ante und Lena, dass Pär-Erik zunächst bei den Gasthausleuten bleiben soll, weil sie so ohne den Pulkschlitten schneller an ihr Ziel gelangen würden.
Am nächsten Morgen schaut Uno Hus in die Zeitung und erfährt, dass die Kinder gesucht werden. Hulda Krok versucht, ihn noch zu beschwichtigen. Als er aus dem Fenster schaut, sieht er, wie die vier Kinder mit der Ziege auf und davon laufen. Er versucht, sie aufzuhalten, aber die Kinder sind schon zu weit weg.
Bald darauf geraten die Kinder am Rande eines Wäldchens auf einen Wachtposten, der zu einer Truppe gehört, die ein Manöver abhält. Er nimmt die Kinder mit. Dort bekommen sie in der Feldküche etwas zu essen. Die Kinder wollen sich etwas ausruhen. Sie werden in Militärkleidung gesteckt, um sie zu verstecken. Als der Kapitän der Truppe eine Meldung bekommt, dass Kinder gesucht werden, lässt er zum Durchzählen antreten. Die Kinder mischen sich unter die Angetretenen. Der Kapitän berichtet nun von den gesuchten Kindern. In einem unbeobachteten Moment können diese mitsamt ihrer Ziege flüchten.
Währenddessen schickt der Kapitän einen Spähtrupp auf Skiern los und läuft selbst mit. Sie hoffen, nicht nur die Kinder zu finden, sondern auch Kameraden, die sich unerlaubt von der Truppe entfernt haben. Letztere genießen gerade splitternackt ein Eisbad, das sie nach einem Saunagang einlegen. Als ihr Vorgesetzter mit den anderen eintrifft, kommt es zu einem recht lustigen Streit, dem die Kinder hinter verschneiten Bäumen lauschen und sich darüber putzig lachen.
Auf ihrem weiteren Weg kommen die Kinder am Abend zu einem einsam gelegenen Haus. Durch ein Fenster sehen sie die Nachrichten im Fernsehen laufen. Gerade wird ein Interview mit ihrem Vater vor dem Haus in den Bergen gezeigt. Ante ordnet an, dass sie ihren Weg nach Stockholm fortsetzen, schließlich sei ihr Vater ja dort. Die Mädchen fragen ihn, woher er das wisse. Månke antwortet, dass alle TV-Programme aus Stockholm kommen, also müsse ihr Papa dort sein.
An einer Waldlichtung hält Ante einen beladenen Umzugswagen an, der aus Norwegen kommt. Die Kinder bitten den Fahrer, mitfahren zu dürfen. Um Gullspira in den Laderaum zu hieven, lenken sie ihn ab. Månke und Anna-Lisa steigen hinten ein, während Ante und Lena im Fahrerhaus Platz nehmen. Am nächsten Morgen erreichen sie Stockholm. Doch sie werden noch einmal aufgehalten von der Polizei, die den Lastwagen kontrolliert. Im Frachtraum entdeckt ein Polizist das Hinterteil der Ziege und fragt sich, was das wohl für ein Tier sei. Die Kinder im Laderaum haben sich unter eine Decke versteckt und hoffen so, nicht entdeckt zu werden. Als die Laderaumtür wieder verschlossen wird, gibt Gullspira einen Meckerlaut von sich. Der Polizist bedeutet unbekümmert seinem Kollegen, dass nun klar sein, worum es sich handele, und man der Sache keine weitere Beachtung schenken muss, schließlich könne die Ziege auch zur Umzugsfracht gehören.
In Stockholm angekommen, nehmen die Kinder die Untergrundbahn und gelangen danach zu einer Tunnelbahnbaustelle, wo sie ihren Vater vermuten. Am Eingang des Tunnels steht ein TV-Übertragungswagen, den die Kinder zunächst ignorieren. Während sie in den Tunnel hineingehen, löst sich dort eine Explosion. Die Kinder haben wieder Glück und setzen ihren Weg fort. Am Ende des Tunnels tauchen sie plötzlich unerwartet vor einer Menschenmenge auf, die gerade auf die Einweihung eines Teilstücks der Bahn wartet. Auch das Fernsehen ist vor Ort. Im TV-Wagen sieht der Regisseur über Monitor, was sich abspielt. Eine Mitarbeiterin bringt die Kinder aus dem Tunnel zum Wagen. Dort stellt der Regisseur eine Verbindung zu einer anderen Station her und der Vater der Kinder erscheint auf dem Monitor, mit dem sie nun Verbindung aufnehmen können. Sie sind froh, glücklich und erleichtert, ihren Vater gefunden zu haben.
Ein Hubschrauber bringt die Kinder zu den blauen Bergen nach Hause zurück. Dort werden sie bereits von ihrem Vater erwartet, der sie glücklich in Empfang nimmt.